# 届出制
届出制（とどけでせい）とは、放任状態では、違法行為が行われる可能性があるため、ある行為を行うに当たって、監督官庁に事前通知する義務を課した制度を指す。監督官庁は、違法行為に直結するとの証拠がない限り、届出を却下できない。

## 概要
行政手続法2条では、「行政庁に対し一定の事項の通知を申請に該当するものを除きする行為であって、法令により直接に当該通知が義務付けられているもの、自己の期待する一定の法律上の効果を発生させるためには当該通知をすべきこととされているものをいう。」 と定義されている。
届出が届出書の記載事項に不備がないこと、届出書に必要な書類が添付されていることその他の法令に定められた届出の形式上の要件に適合している場合は、当該届出が法令により当該届出の提出先とされている機関の事務所に到達したときに、当該届出をすべき手続上の義務が履行されたものとされている（37条）。 
法令により直接に当該通知が義務付けられているもの
生活保護法第61条
自己の期待する一定の法律上の効果を発生させるためには当該通知をすべきこととされているもの
国籍法第17条

## 具体例
- 中華人民共和国では、外国人を市民の自宅に泊めるのには、その地域を管轄する警察署への届出が必要である。市民が外国人と過度に接触することにより、スパイ行為が心配されるためである。
- 日本の児童福祉法では、血縁関係のない未成年者と3ヶ月以上同居するには、都道府県知事への届出が必要と定めている。届出があった場合、児童相談所が、定期的に養育状況を監督することになる。児童虐待が心配されるためである。